# 다니엘 색하임
다니엘 색하임(Daniel Sackheim, 1962년 ~ )은 미국의 텔레비전 및 영화 감독, 프로듀서, 사진가이다. 색하임은 엑스파일, 하우스 (드라마), 뉴욕경찰 24시 등을 제작하고 감독해왔다. 또, 워킹 데드 (드라마), 더 아메리칸즈, 오자크도 감독하였고 에미상 후보에 오르기도 했다.

## 참여 작품

### 영화
- 사랑의 행로 (1984년 영화)
- 제비뽑기
- 엑스파일: 미래와의 전쟁
- 글래스 하우스 (2001년 영화)

### 텔레비전
- 마이애미의 두 형사
- ER (드라마)
- 뉴욕경찰 24시
- 엑스파일
- 저징 에이미
- 라스베가스 (드라마)
- 하우스 (드라마)
- 라이프 (2007년 드라마)
- 라이 투 미
- 본즈 (드라마)
- 파인더 (드라마)
- 워킹 데드 (드라마)
- 더 아메리칸즈
- 더 브릿지: 조각 살인마
- 레프트오버
- 배틀 크리크 (드라마)
- 왕좌의 게임 (드라마)
- 높은 성의 사나이 (드라마)
- 피어 더 워킹 데드
- 베터 콜 사울
- 오자크
- 톰 클랜시의 잭 라이언
- 트루 디텍티브
- 서번트 (드라마)
- 러브크래프트 컨트리